# Hispano-Suiza HS.404
Hispano-Suiza HS.404 — 20-мм автоматическая пушка под патрон 20×110 мм, другое часто встречающееся наименование Birkigt type 404 - по имени изобретателя Марка Биркигта, швейцарского конструктора, работавшего во Франции. Пушка была изготовлена в Буа-Коломб - пригороде Парижа (Франция) компанией Hispano-Suiza, дочерней компанией испанской Hispano-Suiza, располагавшейся в Барселоне. Как авиапушка широко использовалась французскими, британскими, американскими и рядом других военно-воздушных сил, и, в меньшей степени, в зенитно-артиллерийских установках. Более поздние модификации пушки, базирующаяся на британских разработках, известны под обозначением 20-мм Hispano. Подвижная модификация носила наименование HS.405.

## Разработка

### История создания
В 1932 году между компаниями «Эрликон» и Hispano Suiza S.A. было заключено лицензионное соглашение, по которому «Эрликон» получал права на использование патента по установке пушки в развале блока цилиндров авиадвигателя, а Hispano Suiza получала лицензионное право на производство 20-мм автоматической пушки Oerlikon FFS (под патрон 20×110 мм). В 1933 году производство пушки Эрликон было освоено Hispano-Suiza во Франции на своем заводе в Буа-Коломб под обозначением Hispano-Suiza HS-7 и, с незначительными изменениями — под обозначением HS-9. Отличие последней от оригинала заключалось в способах монтажа в развале цилиндров двигателя, вся механика и автоматика обеих пушек были идентичны как между собой, так и базовой модели пушки Oerlikon FFS.
Вскоре после начала серийного изготовления пушек во Франции, компания Oerlikon  отказалась соблюдать патентные права Hispano-Suiza на ряд технических решений Биркигта, и деловое сотрудничество между двумя фирмами закончилось. В 1933 году главный инженер компании Hispano-Suiza Марк Биркигт начал разработку принципиально новой пушки для повышения неудовлетворительного темпа стрельбы пушки Oerlikon FFS (порядка 400 выстр./мин).

### Принцип работы автоматики
Новая пушка разрабатывалась на затворном механизме, запатентованном в 1919 году американским инженером-оружейником Карлом Свебелиусом Carl Swebilius. Изобретатель Марк Биркигт назвал эту систему комбинацией газоотвода и полусвободного затвора, (немецк. eine Kombination zwischen einem verriegelten Gasdrucklader und einem unverriegelten Masseverschluss in der zweiten Phase). Энергия отводимых пороховых газов использовалась только для отпирания затвора. Откат затвора в заднее положение осуществлялся давлением газов на дно гильзы, как у автоматов с отдачей полусвободного затвора. А далее затвор совершал возвратно-поступательные движения под действием возвратной пружины. 

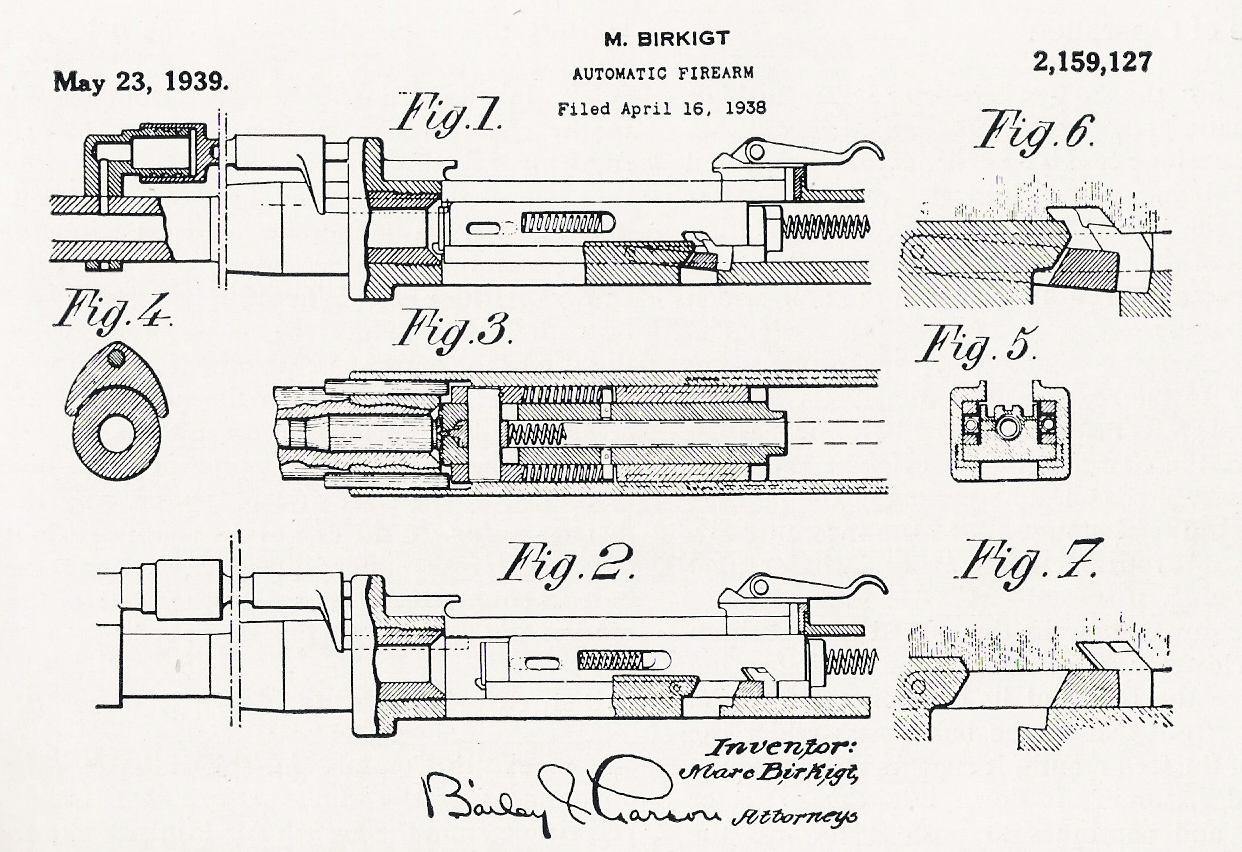
Чертежи из патентной заявки США 1938 года, показывающие принципиальное устройство пушки Hispano-Suiza.

В результате к 1935 году появилась пушка Тип 404 или HS.404. В отличие от пушки Эрликон, автоматика которой работала по принципу свободного затвора, HS.404 работала по принципу отвода газа из канала ствола. Поскольку при выстреле затвор жёстко сцеплен со стволом, его масса может быть меньше, что, в свою очередь, позволило увеличить скорострельность на 200 выстрелов в минуту в сравнении с пушкой Oerlikon S, до 700 выстрелов в минуту. 

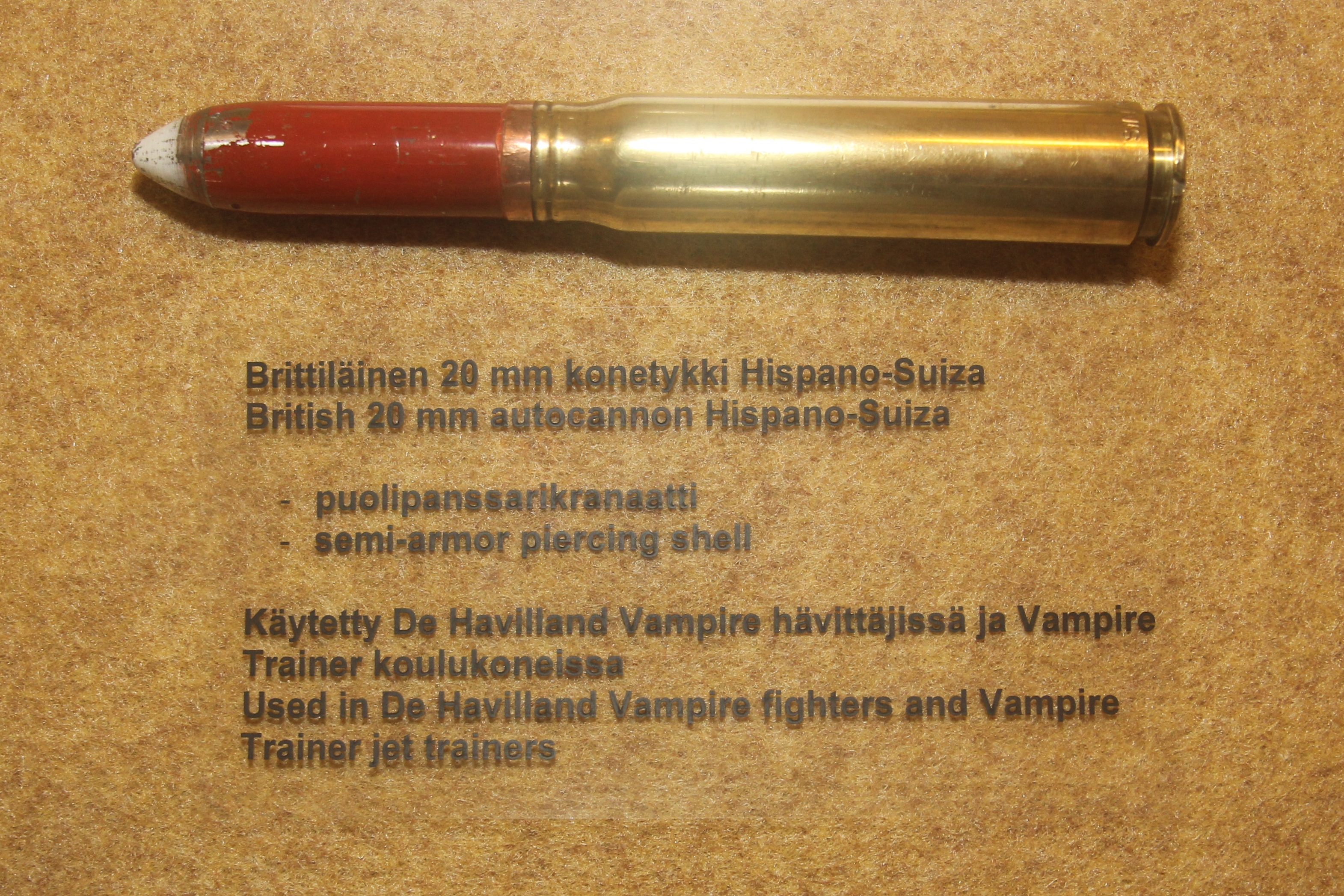
Общий вид патрона 20mm Hispano. Патрон с бронебойно-зажигательный снарядом SAPI британского производства. На снабжении RAF с 1942 года. Гильза латунная без закраины.

Действующий прототип новой 20-мм автоматической пушки HS.404» демонстрировался летом 1936 года на Парижском авиасалоне в Ле-Бурже как основное вооружение нового французского истребителя MS-406С-1, прототип которого также был представлен в экспозиции.
Спустя два года после начала гражданской войны в Испании в 1938 году Биркигт основал в Женеве собственное предприятие Hispano-Suiza (Suisse) S.A. Её дочерняя компания British Manufacture and Research Company (BMARC) в городе Грантем (Линкольншир) позднее изготавливала HS.404 для британских ВВС и союзников Британии.

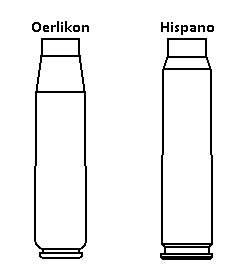
Сравнение гильз патронов 20x110RB Oerlikon и 20x110 Hispano. Диаметр фланца гильзы Oerlikon меньше диаметра корпуса гильзы.

В 1938 конструкция была запатентована Биркигтом и запущена в серийное производство на заводе Hispano-Suiza в Женеве и во Франции. Перед войной компания продала 20-мм пушку Hispano-Suiza Moteur Cannon Бельгии, Японии, США и СССР.
Первоначально планировалось применять HS.404 как мотор-пушку фр. "Moteur-Canon", установленную в развале блока цилиндров авиадвигателя Hispano-Suiza со стволом, проходящем внутри полого вала воздушного винта и стреляющего через втулку винта. Питание пушки осуществлялось из барабанного магазина ёмкостью 60 патронов, устройство которого было заимствовано у «Эрликон». Однако это было минусом для истребительной авиации, так как на одноместном истребителе в воздушном бою было невозможно перезарядить магазин. В 1940 году Hispano-Suiza и арсенал Шательро разрабатывали механизм ленточного питания, как и модификацию пушки в калибре 23 мм (HS.406 и HS.407), эти проекты были прекращены после оккупации Франции, однако были продолжены в Швейцарии. HS.404 была принята и использовалась не только в качестве авиапушки, но, в меньшей степени, в качестве лёгкой зенитной пушки. По внешнему виду и основным размерам пушка HS.404 и патроны к ней достаточно близки аналогичным системы Oerlikon FFS. В частности для стрельбы используются патроны одного типоразмера 20×110 мм, обе пушки ведут огонь снарядами (ОЗ и ОЗТ) массой по 124-130 г. Тем не менее для обеспечения надежной экстракции гильзы при стрельбе с увеличенным темпом пушки HS.404 была изменена конструкция донной части гильзы, увеличен диаметр фланца, также была увеличена конусность ската гильзы. По дульной энергии патрон HS.404 превосходит патрон Oerlikon S на 15-20 процентов.
Во Франции в 1937 году предприятия Hispano-Suiza были национализированы и переданы под управление государственного предприятия Societé d'exploitation des matériels Hispano-Suiza. До оккупации Франции производство пушек HS.404 осуществлялось арсеналом Шательро и фабриками в городах Буа-Коломб, Тюль и Леваллуа.

### Производство и доработка пушки в Великобритании

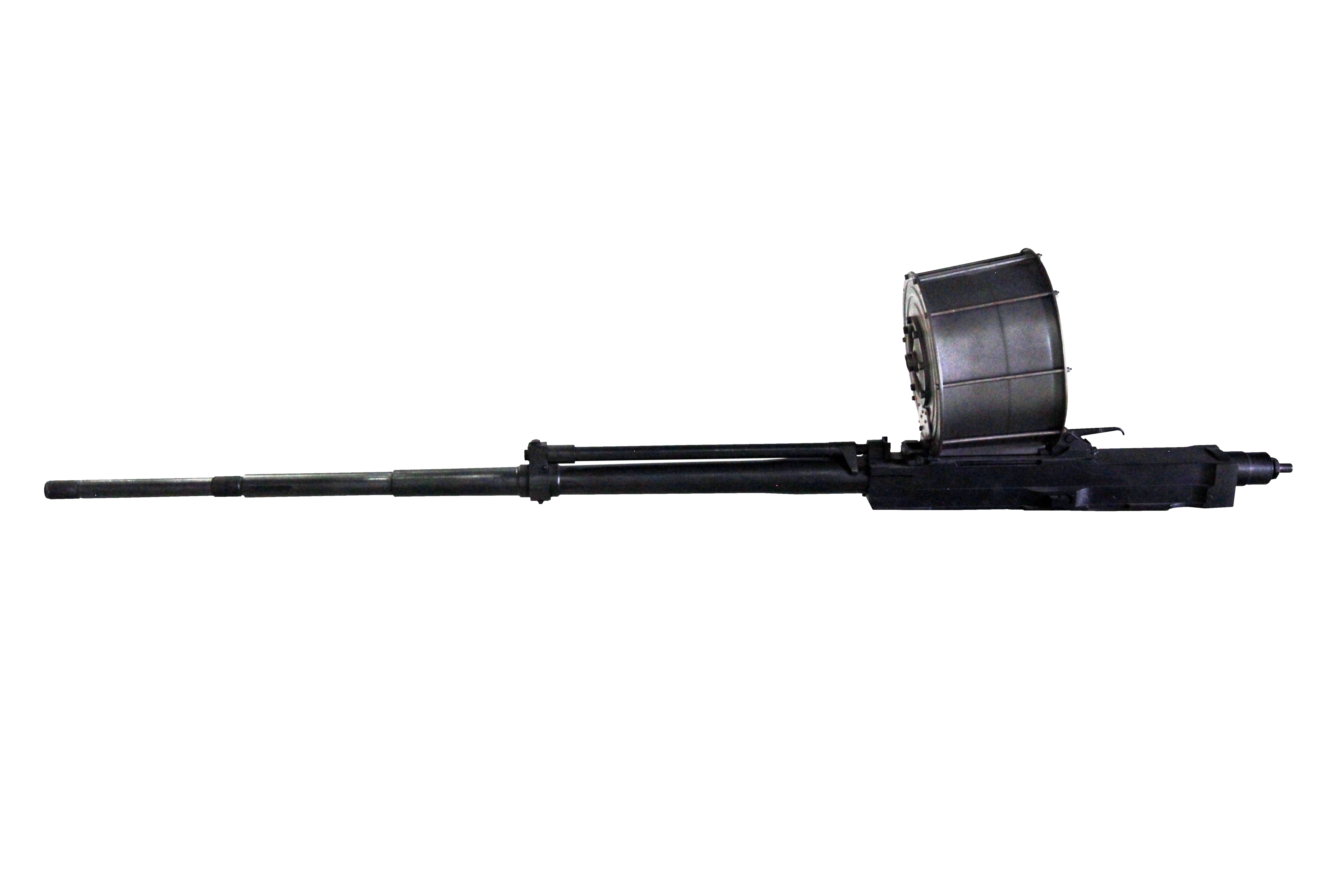
20-мм Hispano-Suiza Mk V
в британском музее Imperial War Museum Duxford.

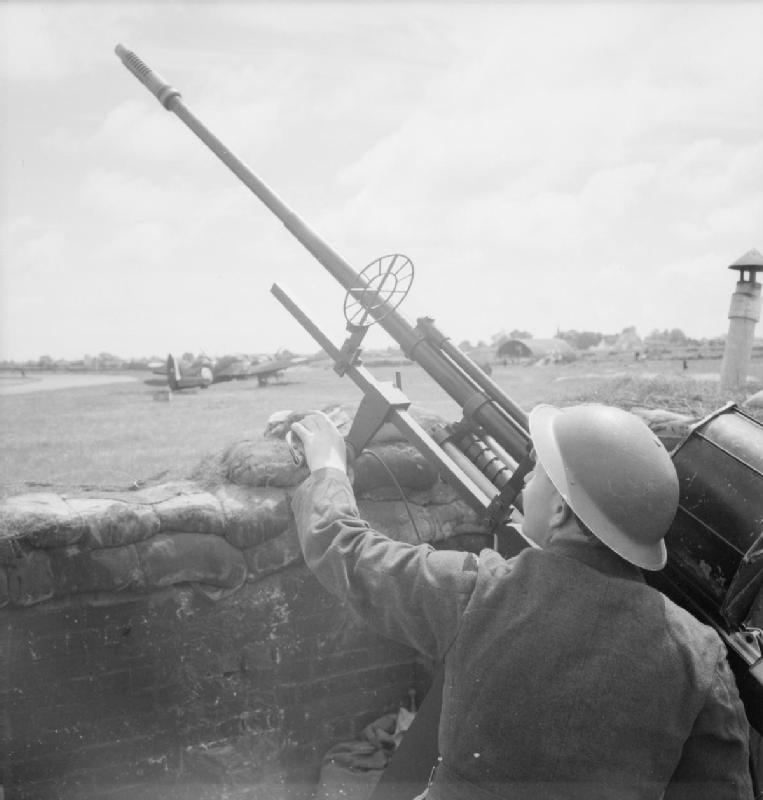
Британский наводчик зенитной пушки 20mm Hispano в укрытии, аэродром RAF Тангмер, июнь 1941 года.

В связи с быстрым поражением Франции во Второй мировой войне основным эксплуатантом пушки стала Великобритания. Лицензионная авиапушка была принята на вооружение и запущена в производство под обозначением Hispano Mk.I. Своё первое применение Mk.I нашла на истребителе Westland Whirlwind (1940), и позднее на более мощном Bristol Beaufighter, тем самым британские ВВС были обеспечены пушечными истребителями с мощным вооружением.
Опыт использования пушки Mk.I с барабанным магазином в истребительной авиации на указанных истребителях, и в опытной установке на Hawker Hurricane и Supermarine Spitfire наглядно показал недостатки данного типа питания: малый боезапас и возможный перекос патрона в магазине при активном маневрировании. Это вызвало необходимость создания пушки с ленточным питанием. Подходящий механизм ленточного питания был разработан компанией Martin-Baker, на вооружение была принята новая модификация пушки с незначительными изменениями — Hispano Mk.II. Её производство началось на заводе BMARC в конце 1940 года. C 1941 Hispano Mk.II являлась стандартной пушкой всех английских самолётов.
Последней модификацией британской «Испано» военного времени была Hispano Mk. V (с конца 1943 года), отличавшаяся более коротким стволом, меньшей массой и несколько повышенным темпом стрельбы, но за счёт меньшей начальной скорости снаряда. При конструировании более лёгкой модификации разработчики целенаправленно ограничили её живучесть (ресурс) настрелом 1,5 тыс. выстрелов, в противоположность 10 тыс. выстрелов у предыдущих моделей. Соответственно был уменьшен запас прочности конструкции, уменьшением рабочих сечений. В расчётах были использованы данные статистики боевого применения пушечных истребителей R.A.F., согласно которой «лишь очень немногие пушки успевали произвести 1 тыс. выстрелов, большинство же набирали лишь несколько сотен выстрелов, после чего происходили вывод из строя или потеря самолёта».
Особенностью английских и американских пушек 20-мм Hispano (крыльевые пушки) являлось наличие пружинного адаптера - демпфирующего механизма, снижавшего нагрузки при стрельбе на конструкцию планера самолёта. Адаптер представлял собой две пружины, закреплённые снаружи ствола - одну более слабую, ходовую, вторую более мощную буферную. При каждом выстреле пружины позволяли орудию совершать "откат" относительно установки на расстояние примерно 19 мм, компенсируя отдачу пушки.

## Параметры
Основные характеристики пушки HS.404
- Тип оружия: одноствольная  автоматическая пушка
- Калибр: 20 × 110 мм
- Работа автоматики: газоотвод, полусвободный затвор
- Длина пушки без дульного тормоза: 2323 мм
- Длина пушки с дульным тормозом: 2496 мм
- Масса пушки без магазина: 43 кг
- Масса патрона: 0,25 кг
- Масса барабанного магазина с 60 патронами: 25,7 кг
- Полная масса пушки: 68,7 кг
- Темп стрельбы: 570-700 выстр./мин
- Дульная скорость: 840 – 880 м/с
- Максимальное усилие отдачи: 400 кг (с дульным тормозом)
- Число нарезов: 9 (правосторонних)
- Угол подъёма витка: 7 градусов
- Боеприпасы: три типа, стандартные, французской разработки. Британская маркировка приведена в скобках[6][Комм. 2]: инертный (Ball), зажигательный (Incendiary), осколочный (High Exlosive)
- Масса снаряда: HE (осколочный) 124 г и HEI (осколочно-зажигательный) Mk.I: 130 г. БТ М75 168 г
- Масса разрывного заряда ОЗ и О: 6 и 10,3 (пентолит или тетрил) г

### Боеприпасы

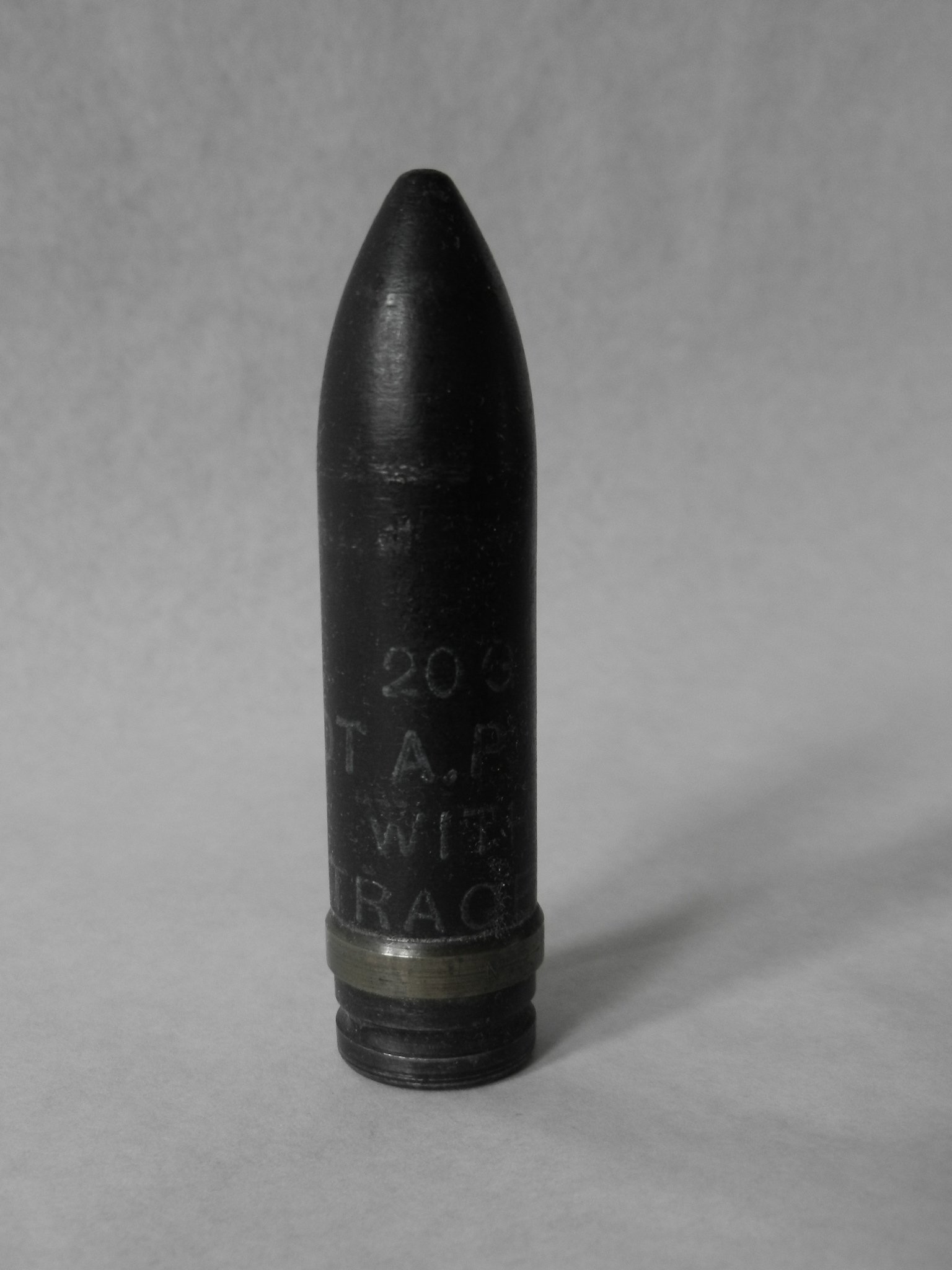
20-мм бронебойно-трассирующий снаряд британской разработки пушки Испано-Сюиза.

- Инертный (Ball). Аналогичный 20-мм снаряд «Эрликон» британского производства именовался «Практическим» Practice projectile. Инертный снаряд полностью идентичен французскому, отличался притуплённой головной частью. Выполнен из углеродистой нелегированной стали, в производстве обходился значительно дешевле осколочного снаряда. Испытания боеприпаса на поражающее действие, проведённые в 1939 году по "современным" авиационным конструкциям, показали, что инертный снаряд уверенно пробивал авиаброню, используемых в авиации того времени толщин, и наносил разрушения, соизмеримые с действием осколочного (HE) снаряда. С конца 1942 года был заменён бронебойно-зажигательным (БЗ) снарядом SAPI (Semi-Armour Piercing Incendiary).
- Осколочный (High Explosive, HE) первоначально идентичен французскому, регулярные поставки британским ВВС начались с ноября 1940 года. Находился на снабжении до начала 1941 года, когда на вооружение был принят патрон с осколочно-зажигательным снарядом (High Explosive Incendiary, HEI), содержащим равное количество взрывчатого вещества (тетрил) и зажигательного состава. ОЗ снаряд оставался на снабжении до конца войны, полностью заменив собой осколочный снаряд, поскольку обладал повышенной эффективностью действия по бензобакам (в т.ч. защищённых броней), превосходя в этом отношении как осколочный, так и зажигательный снаряды. В США выпускался под обозначением Mk1.
- Бронебойно-зажигательный, БЗ снаряд (SAPI), принят на снабжение в 1942 году под обозначением Mark Iz. БЗ снаряд пробивал 18-мм стальную авиаброню. Головная часть проникала за броню, за ней распространялся форс пламени от зажигательного состава. Снаряд хорошо показал себя в боевых действиях, и в итоге заменил инертный (практический) снаряд. Всю вторую половину войны стандартный боекомплект 20-мм Hispano британских истребителей состоял из равного количества, 50:50 патронов с ОЗ (HEI) и БЗ (SAPI) снарядами[6].
- Бронебойный (AP) и бронебойно-трассирующий снаряд, БТ (APT) были разработаны в Англии в 1942-43 годах для стрельбы по танкам. Бронепробитие до 24 мм стальной брони. Широкого распространения не получили, так как броня немецких танков была заметно толще.

### Дальнейшее развитие HS.404

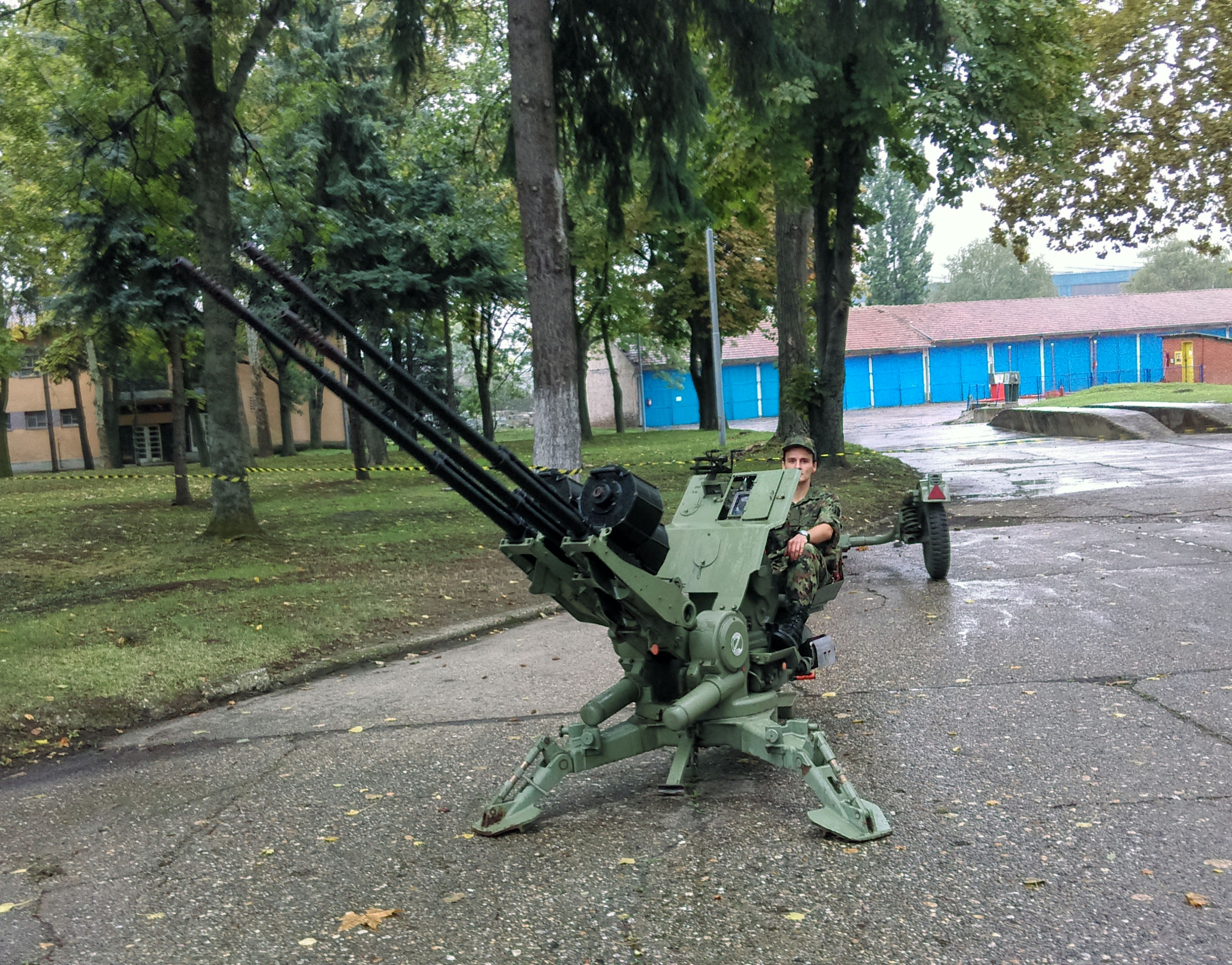
Строенная зенитная установка М-55А3 (Югославия/Сербия) на базе пушки HS 804.

В 1943 году в Женеве Марк Биркигт разработал новую модификацию HS.404 - пушку HS-804. HS-804 использовала тот же комбинированный принцип газоотвода и полусвободного затвора, патрон 20×110 мм, стреляла из положения открытого затвора. Отличалась от оригинала HS.404 меньшей массой, 45 кг, более высоким темпом стрельбы, который составлял 750-800 выстрелов в минуту, а также заложенным при проектировании акцентом на большую универсальность оружия для применения его как авиапушки и зенитного автомата.

## Операторы

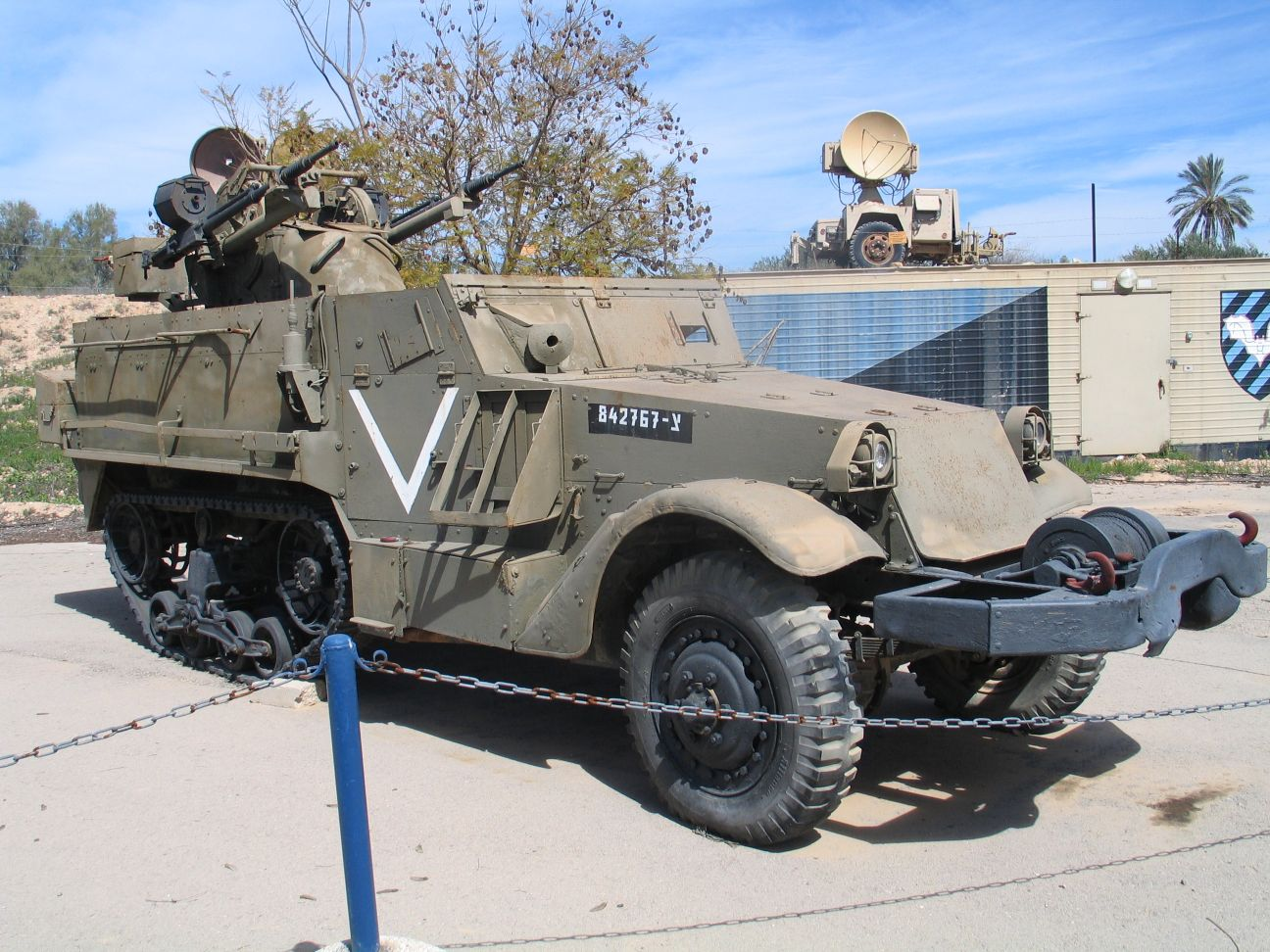
Израильская самоходная зенитная установка на шасси полугусеничного бронетранспортёра M3 со спаренной установкой H.S.404

- Кения — 70 TCM-20 по состоянию на 2021 год[8]
- Никарагуа — несколько установок TCM-20 были закуплены в 1970-е годы, они поступили на вооружение подразделения ПВО
- Сальвадор — в 1975 году в Израиле были куплены 18 истребителей Dassault MD.450 «Ouragan», на каждом из которых было установлено по 4 орудия. Позднее, пять орудий были установлены на бронемашины сальвадорского производства: в 1999 году на одну из бронемашин Cashuat вместо 12,7-мм пулемёта было установлено 20-мм автоматическое орудие (снятое с истребителя); в 2011 году ещё две пушки были установлены на броневик Blindado de Combate ВС7А1, в 2012 году ещё две пушки были установлены на броневик Blindado VCTA1[9]

### Эксплуатация и боевое применение
- Франция
- Великобритания
- США
- Германия — на некоторых модификациях Dornier Do 24, изготовленных на сборочных линиях Дании, надфюзеляжная купольная огневая установка оснащались пушкой HS.404. Пушка также использовались в зенитных установках вермахта.[10]
- Израиль — состояли на вооружении, также была разработана 20-мм спаренная зенитно-артиллерийская установка TCM-20 (с двумя 20-мм автоматическими пушками Hispano-Suiza HS.404)
- в сентябре 1994 года Израиль передал несколько десятков установок TCM-20 в буксируемом варианте созданным при поддержке Израиля военизированным формированиям «Армии южного Ливана», действовавшим на территории южного Ливана до 2000 года[11]

### Сноски
1. ↑  В предвоенные годы компания Hispano-Suiza тесно сотрудничала с Советским Союзом. Осенью 1936 года в СССР поступил полностью комплектный одноместный истребитель D.510, с пушкой HS.404 в развале цилиндров двигателя. Несколько ранее, в 1935 году, СССР приобрёл лицензию Hispano-Suiza на производство двигателя HS 12 Ybrs. Этот двигатель выпускался в СССР под обозначением М-100, на его основе был создан модельный ряд авиадвигателей ВК-103, ВК-105ПФ и ВК-107А - см. Авиавооружение Франции на сайте AirPages Архивная копия от 10 февраля 2018 на Wayback Machine.
2. ↑  До падения Франции весной 1940 года осуществлялась модернизация 20-мм боеприпасов «Испано». Чувствительный взрыватель оригинального осколочного снаряда фирмы Hispano-Suiza с ударником и центробежным предохранительным механизмом заменён на менее чувствительный "пневматический" взрыватель без механических частей (взрыватель этого типа также применён в 20-мм ОЗ и ОЗТ снарядах «Эрликон»). Пневматический взрыватель No 253 был дешевле в изготовлении и обеспечивал задержку в срабатывании, что позволяло снаряду внедряться на некоторое расстояние за обшивку самолёта до детонации. Этим взрывателем комплектовались осколочно-зажигательные (HEI) снаряды производства Британии и США, по крайней мере, до конца войны - см. TM 9-227 War Department Technical Manual 20-mm Automatic Gun M1 and 20-mm Aircraft Automatic Gun AN-M2 1. June 1943  Архивная копия от 25 февраля 2018 на Wayback Machine